# Baia di Glade
La baia di Glade è una baia larga circa 56 km situata sulla costa di Bakutis, nella parte orientale della Terra di Marie Byrd, in Antartide. La baia, dalla forma triangolare, è delimitata a ovest da capo Felt, la punta settentrionale dell'isola Wright, e a est da capo Herlacher, la punta settentrionale del promontorio Murray, ramo occidentale della penisola Martin, mentre la parte occidentale della sua costa meridionale è costituita dal fronte della piattaforma glaciale Getz.

## Storia
Osservata per la prima volta da membri del Programma Antartico degli Stati Uniti d'America tra il 1939 e il 1941, la baia di Glade è poi stata mappata dallo United States Geological Survey grazie a ricognizioni terrestri effettuate dello stesso USGS e a fotografie aeree scattate dalla marina militare statunitense nel periodo 1959-66, ed è infine stata così battezzata dal Comitato consultivo dei nomi antartici in onore di Gerald L. Glade, elicotterista della marina militare statunitense che fu a bordo della USS Atka durante l'Operazione Deep Freeze della stagione 1956-57 e che fu poi vice comandante della forza navale di supporto in Antartide nella stagione 1975-76.